# Emilia-Romagnas Grand Prix 2024
Emilia-Romagnas Grand Prix 2024, officiellt Formula 1 MSC Cruises Gran Premio del Made in Italy e dell'Emilia-Romagna 2024, var ett Formel 1-lopp som kördes den 19 maj 2024 på Autodromo Enzo e Dino Ferrari i Italien. Loppet var det sjunde ingående i Formel 1-säsongen 2024 och kördes över 63 varv.

## Ställning i mästerskapet före loppet
| Pos. | Förare            | Poäng |
| ---- | ----------------- | ----- |
| 1 ▬  | Max Verstappen    | 136   |
| 2 ▬  | Sergio Pérez      | 103   |
| 3 ▬  | Charles Leclerc   | 98    |
| 4 ▬  | Lando Norris      | 83    |
| 5 ▬  | Carlos Sainz, Jr. | 83    |

| Pos. | Konstruktör           | Poäng |
| ---- | --------------------- | ----- |
| 1 ▬  | Red Bull              | 239   |
| 2 ▬  | Ferrari               | 187   |
| 3 ▬  | McLaren-Mercedes      | 124   |
| 4 ▬  | Mercedes              | 64    |
| 5 ▬  | Aston Martin-Mercedes | 42    |

- Notering: Endast de fem bästa placeringarna i vardera mästerskap finns med på listorna.

## Kvalet
| Pos.                   | Nr. | Förare           | Konstruktör                  | Kvaltider | Kvaltider | Kvaltider | Start- grid |
| Pos.                   | Nr. | Förare           | Konstruktör                  | Q1        | Q2        | Q3        | Start- grid |
| ---------------------- | --- | ---------------- | ---------------------------- | --------- | --------- | --------- | ----------- |
| 1                      | 1   | Max Verstappen   | Red Bull Racing-Honda RBPT   | 1:15.762  | 1:15.176  | 1:14.746  | 1           |
| 2                      | 81  | Oscar Piastri    | McLaren-Mercedes             | 1:15.940  | 1:15.407  | 1:14.820  | 51          |
| 3                      | 4   | Lando Norris     | McLaren-Mercedes             | 1:15.915  | 1:15.371  | 1:14.837  | 2           |
| 4                      | 16  | Charles Leclerc  | Ferrari                      | 1:15.823  | 1:15.328  | 1:14.970  | 3           |
| 5                      | 55  | Carlos Sainz Jr. | Ferrari                      | 1:16.015  | 1:15.512  | 1:15.233  | 4           |
| 6                      | 63  | George Russell   | Mercedes                     | 1:16.107  | 1:15.671  | 1:15.234  | 6           |
| 7                      | 11  | Yuki Tsunoda     | RB-Honda RBPT                | 1:15.894  | 1:15.358  | 1:15.465  | 7           |
| 8                      | 44  | Lewis Hamilton   | Mercedes                     | 1:16.604  | 1:15.677  | 1:15.504  | 8           |
| 9                      | 3   | Daniel Ricciardo | RB-Honda RBPT                | 1:16.060  | 1:15.691  | 1:15.674  | 9           |
| 10                     | 27  | Nico Hülkenberg  | Haas-Ferrari                 | 1:15.841  | 1:15.569  | 1:15.980  | 10          |
| 11                     | 11  | Sergio Pérez     | Red Bull Racing-Honda RBPT   | 1:16.404  | 1:15.706  | N/A       | 11          |
| 12                     | 31  | Esteban Ocon     | Alpine-Renault               | 1:16.361  | 1:15.906  | N/A       | 12          |
| 13                     | 18  | Lance Stroll     | Aston Martin Aramco-Mercedes | 1:16.458  | 1:15.992  | N/A       | 13          |
| 14                     | 23  | Alexander Albon  | Williams-Mercedes            | 1:16.524  | 1:16.200  | N/A       | 14          |
| 15                     | 10  | Pierre Gasly     | Alpine-Renault               | 1:16.015  | 1:16.381  | N/A       | 15          |
| 16                     | 77  | Valtteri Bottas  | Kick Sauber-Ferrari          | 1:16.626  | N/A       | N/A       | 16          |
| 17                     | 24  | Zhou Guanyu      | Kick Sauber-Ferrari          | 1:16.834  | N/A       | N/A       | 17          |
| 18                     | 20  | Kevin Magnussen  | Haas-Ferrari                 | 1:16.854  | N/A       | N/A       | 18          |
| 19                     | 14  | Fernando Alonso  | Aston Martin Aramco-Mercedes | 1:16.917  | N/A       | N/A       | PL2         |
| 107 %-gränsen:1:21.065 |     |                  |                              |           |           |           |             |
| —                      | 2   | Logan Sargeant   | Williams-Mercedes            | Ingen tid | N/A       | N/A       | 193         |
| Källor:                |     |                  |                              |           |           |           |             |